# Rivalità calcistica Atalanta-Brescia
La rivalità calcistica Atalanta-Brescia, colloquialmente detto derby Lombardo, è la definizione sotto cui ricade ogni incontro calcistico che vede contrapposte le squadre dell'Atalanta e del Brescia.
Pur non essendo una stracittadina nel senso stretto del termine, costituisce una delle maggiori rivalità sportive della Lombardia – seconda solo al derby milanese per blasone –, contrapponendo due città, Bergamo e Brescia, storicamente nemiche. L'antagonismo tra bergamaschi e bresciani esula, infatti, dal mero contesto calcistico, rappresentando un tipico esempio di campanilismo tra province confinanti: oggigiorno la Bergamasca e il Bresciano sono due tra i più grandi e sviluppati centri industriali del Nord Italia, ma nei secoli precedenti, pur essendo sostanzialmente passate sotto gli stessi domini, furono protagoniste di aspre contese territoriali; su tutte la disputa per la Val Camonica, storicamente bresciana ma assegnata durante il periodo austriaco ai bergamaschi.

## Storia

Da sinistra: il bresciano Turchetta e l'atalantino Rossi durante un derby regionale del campionato 1986-1987.

Fin dagli inizi del Novecento, con la diffusione del gioco del calcio in Italia, le tifoserie di Atalanta e Brescia hanno dato vita a sfide molto accese e spesso contornate da episodi "curiosi".
I primi derby si registrarono nel campionato di Prima Categoria 1920-1921: pareggio 1-1 a Bergamo il 7 novembre 1920 e vittoria casalinga del Brescia per 3-2 il 28 novembre successivo. La rivalità calcistica crebbe negli anni fino ad esacerbarsi nel campionato di Serie A 1992-1993, quando al termine della partita giocata a Brescia i tifosi bergamaschi invasero il campo dello stadio Mario Rigamonti e corsero sotto gli spalti occupati dai tifosi bresciani esibendo loro uno striscione rubatogli durante degli scontri precedenti alla gara. La reazione bresciana scatenò un'invasione di massa sul terreno di gioco, con sassaiole verso la curva ospiti e cariche contro le forze dell'ordine. Per dare fine alla guerriglia furono impiegati i mezzi aerei dei Carabinieri.
Altra sfida-cardine nella rivalità è quella del 30 settembre 2001, giocata al Rigamonti e valida per il campionato di Serie A 2001-2002. All'intervallo i padroni di casa perdevano 1-3 e pertanto erano stati rivolti all'allenatore Carlo Mazzone, da parte dei tifosi atalantini, numerosi sfottò e offese personali; quando il Brescia segnò allo scadere il gol del 3-3 finale, Mazzone si alzò dalla panchina e andò a esultare sotto la curva dei tifosi ospiti, rimediando un'espulsione e una squalifica di cinque giornate. La partita di ritorno a Bergamo, finita 0-0, vide un dispiegamento massiccio di forze dell'ordine a protezione dell'allenatore romano: la città, nelle giornate precedenti, era stata tappezzata di manifesti raffiguranti Mazzone con la scritta "A Bergamo io non posso entrare".
Tredici anni dopo l'ultima sfida disputata nel campionato di Serie B 2005-2006, che terminò con la vittoria casalinga dei bergamaschi per 2-0, le due squadre tornarono ad affrontarsi nel campionato di Serie A 2019-2020; in particolare, la gara di ritorno di quel torneo vide la squadra orobica prevalere sulla compagine bresciana con un tennistico 6-2, in uno stadio vuoto a causa delle restrizioni riguardanti la pandemia di COVID-19 – una situazione, quest'ultima, capace per la prima volta di attenuare l'antagonismo tra le due realtà.
Le statistiche generali mostrano un maggior numero di vittorie del Brescia, nonostante l'Atalanta abbia messo a segno complessivamente più gol.

## Risultati
| Nº | Data       | Stadio                         | Competizione                  | Casa     | Risultato | Trasferta | Marcatori Atalanta                                              | Marcatori Brescia                                   |
| -- | ---------- | ------------------------------ | ----------------------------- | -------- | --------- | --------- | --------------------------------------------------------------- | --------------------------------------------------- |
| 1  | 07/11/1920 | Ex Ippodromo della Clementina  | Prima Categoria 1920-1921     | Atalanta | 1 - 1     | Brescia   | 23' (rig.) Ardizzi                                              | 24' Ratti                                           |
| 2  | 28/11/1920 | Campo di Via Cesare Lombroso   | Prima Categoria 1920-1921     | Brescia  | 3 - 2     | Atalanta  | 26' Cornolti, 88' Colombo                                       | 16', 65' Lunghi, 70' Bissolotti                     |
| 3  | 16/10/1932 | Stadium di Viale Piave         | Serie B 1932-1933             | Brescia  | 2 - 1     | Atalanta  | 55' Panzeri                                                     | 9' (rig.) Frisoni, 34' Scaltriti                    |
| 4  | 19/03/1933 | Stadio Mario Brumana           | Serie B 1932-1933             | Atalanta | 1 - 2     | Brescia   | 31' Simonetti                                                   | 9' Gibertoni, 22' Patuzzi                           |
| 5  | 10/01/1937 | Stadium di Viale Piave         | Serie B 1936-1937             | Brescia  | 1 - 0     | Atalanta  |                                                                 | 64' Girometta                                       |
| 6  | 16/05/1937 | Stadio Mario Brumana           | Serie B 1936-1937             | Atalanta | 3 - 1     | Brescia   | 37', 50' Schiavi, 52' Barcella                                  | 57' Girometta                                       |
| 7  | 12/11/1939 | Stadio Mario Brumana           | Coppa Italia 1939-1940        | Atalanta | 3 - 3     | Brescia   | 44' Bui, 60', 65' Pagliano                                      | 19' (rig.), 83' (rig.) Moretti, 26' Grazioli        |
| 8  | 26/11/1939 | Stadium di Viale Piave         | Coppa Italia 1939-1940        | Brescia  | 4 - 0     | Atalanta  |                                                                 | 42', 47', 52', 75' Grazioli                         |
| 9  | 03/12/1939 | Stadium di Viale Piave         | Serie B 1939-1940             | Brescia  | 1 - 0     | Atalanta  |                                                                 | 44' Dusi                                            |
| 10 | 21/04/1940 | Stadio Mario Brumana           | Serie B 1939-1940             | Atalanta | 3 - 0     | Brescia   | 16', 34' Gaddoni, 70' Pagliano                                  |                                                     |
| 11 | 11/05/1941 | Stadio Mario Brumana           | Coppa Italia 1940-1941        | Atalanta | 2 - 2     | Brescia   | 5' Tabanelli, 49' (rig.) Ciancamerla                            | 14' Gei, 45' Messora                                |
| 12 | 15/05/1941 | Stadium di Viale Piave         | Coppa Italia 1940-1941        | Brescia  | 4 - 2     | Atalanta  | 35' Pagliano, 59' Ciancamerla                                   | 29' Albini, 63' Gei, 78', 82' Dusi                  |
| 13 | 23/01/1944 | Stadio Mario Brumana           | Campionato Alta Italia 1944   | Atalanta | 3 - 2     | Brescia   | 14', 62' Piccioli, 66' Salvi                                    | 41' Romanini, 53' Messora                           |
| 14 | 19/03/1944 | Stadium di Viale Piave         | Campionato Alta Italia 1944   | Brescia  | 1 - 0     | Atalanta  |                                                                 | 44' Ferrari                                         |
| 15 | 14/10/1945 | Stadio Comunale                | Divisione Nazionale 1945-1946 | Atalanta | 0 - 0     | Brescia   |                                                                 |                                                     |
| 16 | 20/01/1946 | Stadium di Viale Piave         | Divisione Nazionale 1945-1946 | Brescia  | 1 - 1     | Atalanta  | 88' (rig.) Meazza                                               | 25' (rig.) Messora                                  |
| 17 | 19/05/1946 | Stadium di Viale Piave         | Coppa Alta Italia             | Brescia  | 1 - 2     | Atalanta  | ?                                                               | ?                                                   |
| 18 | 20/06/1946 | Stadio Comunale                | Coppa Alta Italia             | Atalanta | 5 - 3     | Brescia   | ?                                                               | ?                                                   |
| 19 | 02/02/1947 | Stadio Comunale                | Serie A 1946-1947             | Atalanta | 2 - 0     | Brescia   | 41' Kincses, 80' Salvi                                          |                                                     |
| 20 | 06/07/1947 | Stadium di Viale Piave         | Serie A 1946-1947             | Brescia  | 4 - 1     | Atalanta  | 41' Salvi                                                       | 9' Rebuzzi, 31' Penzo, 34' Paolini, 69' De Filippis |
| 21 | 16/11/1958 | Stadio Comunale                | Serie B 1958-1959             | Atalanta | 1 - 1     | Brescia   | 72' Chiumento                                                   | 60' Nova                                            |
| 22 | 22/03/1959 | Stadio Giovanni Zini           | Serie B 1958-1959             | Brescia  | 1 - 2     | Atalanta  | 26' Zavaglio, 90' (rig.) Marchesi                               | 75' Taccola                                         |
| 23 | 26/09/1965 | Stadio Mario Rigamonti         | Serie A 1965-1966             | Brescia  | 2 - 0     | Atalanta  |                                                                 | 38' Veneranda, 77' De Paoli                         |
| 24 | 13/02/1966 | Stadio Comunale                | Serie A 1965-1966             | Atalanta | 0 - 0     | Brescia   |                                                                 |                                                     |
| 25 | 20/11/1966 | Stadio Comunale                | Serie A 1966-1967             | Atalanta | 2 - 1     | Brescia   | 44', 56' Savoldi                                                | 81' D'Alessi                                        |
| 26 | 02/04/1967 | Stadio Mario Rigamonti         | Serie A 1966-1967             | Brescia  | 0 - 0     | Atalanta  |                                                                 |                                                     |
| 27 | 26/11/1967 | Stadio Comunale                | Serie A 1967-1968             | Atalanta | 1 - 3     | Brescia   | 53' Danova                                                      | 20' Troja, 41' Botti, 87' (rig.) D'Alessi           |
| 28 | 17/03/1968 | Stadio Mario Rigamonti         | Serie A 1967-1968             | Brescia  | 2 - 1     | Atalanta  | 58' Santonico                                                   | 32' Troja, 46' Schutz                               |
| 29 | 31/08/1969 | Stadio Mario Rigamonti         | Coppa Italia 1969-1970        | Brescia  | 1 - 2     | Atalanta  | 44' Novellini, 77' Comini                                       | 62' Simoni                                          |
| 30 | 01/11/1970 | Stadio Mario Rigamonti         | Serie B 1970-1971             | Brescia  | 0 - 0     | Atalanta  |                                                                 |                                                     |
| 31 | 21/03/1971 | Stadio Comunale                | Serie B 1970-1971             | Atalanta | 2 - 2     | Brescia   | 10', 75' Bosdaves                                               | 1' Cagni, 57' Braglia                               |
| 32 | 02/12/1973 | Stadio Comunale                | Serie B 1973-1974             | Atalanta | 1 - 0     | Brescia   | 20' Pellizzaro                                                  |                                                     |
| 33 | 14/04/1974 | Stadio Mario Rigamonti         | Serie B 1973-1974             | Brescia  | 1 - 0     | Atalanta  |                                                                 | 73' (rig.) Botti                                    |
| 34 | 22/12/1974 | Stadio Comunale                | Serie B 1974-1975             | Atalanta | 0 - 0     | Brescia   |                                                                 |                                                     |
| 35 | 11/05/1975 | Stadio Mario Rigamonti         | Serie B 1974-1975             | Brescia  | 1 - 0     | Atalanta  |                                                                 | 60' Michesi                                         |
| 36 | 14/12/1975 | Stadio Mario Rigamonti         | Serie B 1975-1976             | Brescia  | 1 - 0     | Atalanta  |                                                                 | 76' Altobelli                                       |
| 37 | 02/05/1976 | Stadio Comunale                | Serie B 1975-1976             | Atalanta | 1 - 1     | Brescia   | 24' Fanna                                                       | 49' Altobelli                                       |
| 38 | 24/10/1976 | Stadio Mario Rigamonti         | Serie B 1976-1977             | Brescia  | 1 - 2     | Atalanta  | 1' Bertuzzo, 24' (rig.) Piga                                    | 66' (aut.) Mei                                      |
| 39 | 13/03/1977 | Stadio Comunale                | Serie B 1976-1977             | Atalanta | 2 - 0     | Brescia   | 19' Mastropasqua, 66' Bertuzzo                                  |                                                     |
| 40 | 11/11/1979 | Stadio Mario Rigamonti         | Serie B 1979-1980             | Brescia  | 2 - 1     | Atalanta  | 65' Bertuzzo                                                    | 58' Podavini, 86' Mutti                             |
| 41 | 30/03/1980 | Stadio Comunale                | Serie B 1979-1980             | Atalanta | 0 - 1     | Brescia   |                                                                 | 15' Maselli                                         |
| 42 | 07/09/1986 | Stadio Mario Rigamonti         | Coppa Italia 1986-1987        | Brescia  | 0 - 0     | Atalanta  |                                                                 |                                                     |
| 43 | 30/11/1986 | Stadio Comunale                | Serie A 1986-1987             | Atalanta | 1 - 0     | Brescia   | 25' Incocciati                                                  |                                                     |
| 44 | 12/04/1987 | Stadio Mario Rigamonti         | Serie A 1986-1987             | Brescia  | 1 - 0     | Atalanta  |                                                                 | 42' Gritti                                          |
| 45 | 03/01/1988 | Stadio Comunale                | Serie B 1987-1988             | Atalanta | 1 - 0     | Brescia   | 42' Nicolini                                                    |                                                     |
| 46 | 29/05/1988 | Stadio Mario Rigamonti         | Serie B 1987-1988             | Brescia  | 1 - 1     | Atalanta  | 6' Garlini                                                      | 63' Occhipinti                                      |
| 47 | 13/12/1992 | Stadio Comunale                | Serie A 1992-1993             | Atalanta | 1 - 1     | Brescia   | 78' Rodriguez                                                   | 66' Sabău                                           |
| 48 | 09/05/1993 | Stadio Mario Rigamonti         | Serie A 1992-1993             | Brescia  | 2 - 0     | Atalanta  |                                                                 | 73' (rig.), 87' Raducioiu                           |
| 49 | 05/10/1997 | Stadio Atleti Azzurri d'Italia | Serie A 1997-1998             | Atalanta | 0 - 1     | Brescia   |                                                                 | 61' Neri                                            |
| 50 | 22/02/1998 | Stadio Mario Rigamonti         | Serie A 1997-1998             | Brescia  | 2 - 2     | Atalanta  | 71' Rossini, 74' Magallanes                                     | 13', 55' (rig.) Hübner                              |
| 51 | 03/11/1998 | Stadio Mario Rigamonti         | Serie B 1998-1999             | Brescia  | 1 - 1     | Atalanta  | 35' Zenoni                                                      | 39' Hübner                                          |
| 52 | 28/03/1999 | Stadio Atleti Azzurri d'Italia | Serie B 1998-1999             | Atalanta | 1 - 1     | Brescia   | 75' Caccia                                                      | 81' Galli                                           |
| 53 | 07/11/1999 | Stadio Mario Rigamonti         | Serie B 1999-2000             | Brescia  | 0 - 0     | Atalanta  |                                                                 |                                                     |
| 54 | 02/04/2000 | Stadio Atleti Azzurri d'Italia | Serie B 1999-2000             | Atalanta | 1 - 1     | Brescia   | 39' Doni                                                        | 86' Hübner                                          |
| 55 | 12/11/2000 | Stadio Atleti Azzurri d'Italia | Serie A 2000-2001             | Atalanta | 2 - 0     | Brescia   | 16' Donati 90+4' Ventola                                        |                                                     |
| 56 | 19/03/2001 | Stadio Giglio                  | Serie A 2000-2001             | Brescia  | 0 - 3     | Atalanta  | 11', 63' Ganz, 44' Morfeo                                       |                                                     |
| 57 | 30/09/2001 | Stadio Mario Rigamonti         | Serie A 2001-2002             | Brescia  | 3 - 3     | Atalanta  | 28' Sala, 30' Doni, 45' Comandini                               | 25', 75', 90+2' Baggio                              |
| 58 | 10/02/2002 | Stadio Atleti Azzurri d'Italia | Serie A 2001-2002             | Atalanta | 0 - 0     | Brescia   |                                                                 |                                                     |
| 59 | 17/11/2002 | Stadio Atleti Azzurri d'Italia | Serie A 2002-2003             | Atalanta | 2 - 0     | Brescia   | 69' Dabo, 73' Comandini                                         |                                                     |
| 60 | 06/04/2003 | Stadio Mario Rigamonti         | Serie A 2002-2003             | Brescia  | 3 - 0     | Atalanta  |                                                                 | 3' Appiah, 45' Baggio, 85' Petruzzi                 |
| 61 | 14/11/2004 | Stadio Atleti Azzurri d'Italia | Serie A 2004-2005             | Atalanta | 0 - 0     | Brescia   |                                                                 |                                                     |
| 62 | 17/04/2005 | Stadio Mario Rigamonti         | Serie A 2004-2005             | Brescia  | 1 - 0     | Atalanta  |                                                                 | 90+4' (rig.) Di Biagio                              |
| 63 | 26/11/2005 | Stadio Mario Rigamonti         | Serie B 2005-2006             | Brescia  | 1 - 0     | Atalanta  |                                                                 | 30' Possanzini                                      |
| 64 | 29/04/2006 | Stadio Atleti Azzurri d'Italia | Serie B 2005-2006             | Atalanta | 2 - 0     | Brescia   | 9' Loria, 42' Zampagna                                          |                                                     |
| 65 | 30/11/2019 | Stadio Mario Rigamonti         | Serie A 2019-2020             | Brescia  | 0 - 3     | Atalanta  | 26', 61' Pašalić, 90+3' Iličič                                  |                                                     |
| 66 | 14/07/2020 | Gewiss Stadium                 | Serie A 2019-2020             | Atalanta | 6 - 2     | Brescia   | 2', 55', 58' Pašalić, 25' de Roon, 28' Malinovs'kyj, 30' Zapata | 8' Torregrossa, 83' Špalek                          |

## Statistiche
| Competizione           | Gare | Vittorie dell' Atalanta | Pareggi | Vittorie del Brescia | Reti dell' Atalanta | Reti del Brescia |
| ---------------------- | ---- | ----------------------- | ------- | -------------------- | ------------------- | ---------------- |
| Prima Divisione        | 2    | 0                       | 1       | 1                    | 3                   | 4                |
| Divisione Nazionale    | 2    | 0                       | 2       | 0                    | 1                   | 1                |
| Serie A                | 24   | 8                       | 7       | 9                    | 30                  | 28               |
| Serie B                | 28   | 8                       | 10      | 10                   | 27                  | 24               |
| Totale campionato      | 56   | 16                      | 20      | 20                   | 61                  | 57               |
| Coppa Italia           | 6    | 1                       | 3       | 2                    | 9                   | 14               |
| Coppa Alta Italia      | 2    | 2                       | 0       | 0                    | 7                   | 4                |
| Campionato Alta Italia | 2    | 1                       | 0       | 1                    | 3                   | 3                |
| Totale ufficiale       | 66   | 20                      | 23      | 23                   | 80                  | 78               |

## Cannonieri
| Pos. | Nome            | Squadra  | Reti |
| ---- | --------------- | -------- | ---- |
| 1    | Enrico Grazioli | Brescia  | 5    |
| 1    | Mario Pašalić   | Atalanta | 5    |
| 3    | Mario Pagliano  | Atalanta | 4    |
| 3    | Dario Hübner    | Brescia  | 4    |
| 3    | Roberto Baggio  | Brescia  | 4    |
| 6    | Oscar Messora   | Brescia  | 3    |
| 6    | Ezio Bertuzzo   | Atalanta | 3    |